# Лучиквай
Лу́чиквай (рос. Лучиквай) — присілок в Ігринському районі Удмуртії, Росія.

## Населення
Населення — 13 осіб (2010; 23 в 2002).
Національний склад станом на 2002 рік:
- удмурти — 100 %

## Урбаноніми[3]
- вулиці — Сонячна